# Monodiplosis liebeli
Monodiplosis liebeli är en tvåvingeart som först beskrevs av Jean-Jacques Kieffer 1889.  Monodiplosis liebeli ingår i släktet Monodiplosis och familjen gallmyggor. Inga underarter finns listade i Catalogue of Life.